# XXx - Il ritorno di Xander Cage
xXx - Il ritorno di Xander Cage (xXx: Return of Xander Cage) è un film del 2017 diretto da D.J. Caruso, con protagonista Vin Diesel.
La pellicola è il terzo capitolo della serie iniziata nel 2002 con xXx e proseguita nel 2005 con xXx 2: The Next Level.

## Trama
L'agente della NSA Augustus Gibbons in Brasile, tenta di reclutare il calciatore Neymar Jr. per il programma xXx quando un satellite si schianta nel locale dove si trovano, apparentemente uccidendoli entrambi. Poco dopo, una squadra di quattro persone guidate da Xiang si infiltrano in un ufficio CIA altamente sorvegliato a New York City e recuperano il vaso di Pandora, un dispositivo che è in grado di controllare i satelliti per schiantarsi in luoghi specifici come testate. L'agente della CIA Jane Marke rintraccia l'ex agente amante degli sport estremi, xXx Xander Cage, che ha finto la sua morte e ha vissuto in esilio auto-imposto nella Repubblica Dominicana, e lo convince a tornare al servizio attivo per recuperare il dispositivo.
A Londra, dopo aver arruolato una vecchia amica, Ainsley, per aiutarlo, Cage rintraccia la banda di Xiang nelle Filippine. In un avamposto della RAF a Lakenheath, un'unità di forze speciali guidata da Paul Donovan viene incaricata di aiutare Xander, ma lui li rifiuta a favore della sua stessa squadra, composta dalla tiratrice scelta Adele Wolff, dal DJ Harvard "Nicks" Zhou e dal pilota Tennyson "The Torch". Sono anche aiutati dall'introversa specialista di armi Becky Clearidge. Il team individua Xiang e i suoi compagni di squadra Serena, Talon e Hawk. Cage incontra Xiang  e i suoi compagni in un nightclub sotterraneo su un'isola remota, dove rivela che i componenti del suo team  sono anche essi agenti xXx, reclutati da Gibbons e sostiene di aver rubato il vaso di Pandora per prevenirne l'uso improprio, sebbene Serena ritenga di doverlo distruggere.
Poco dopo, i soldati russi razziano l'isola. Il gruppo di xXx riesce a respingere gli attaccanti, mentre Xiang riesce a scappare con il "vaso di Pandora". Xander intercetta Xiang e lo insegue su una spiaggia vicina. Serena nel frattempo tradisce Xiang, distrugge il "vaso di Pandora" e si unisce alla squadra di Xander, mentre Xiang fugge e si riunisce con Talon e Hawk. Dopo un altro incidente satellitare nello Stadio Olimpico di Mosca, Marke comprende che il dispositivo che Serena ha distrutto era solo un prototipo, e che entrambe le squadre hanno perso tempo, mentre Cage capisce che il direttore della CIA Anderson è coinvolto nella cospirazione e che il vero "vaso di Pandora" è nelle sue mani.
Le squadre di Cage e Xiang corrono per raggiungere Anderson a Detroit, seguendo il segnale del "vaso di Pandora", con Xander e Xiang che combattono e in seguito si proteggono a vicenda dagli uomini di Anderson. Xander si confronta col direttore, che ammette di aver causato l'incidente satellitare che ha ucciso Gibbons. Anderson viene ucciso da Wolff. Cage riluttante permette alla CIA di arrestare Xiang. Durante il viaggio verso il quartier generale, Marke annuncia che il programma xXx è stato chiuso e spara a Xander, rivelando che li ha usati per arrivare al vero dispositivo. La donna invia un gruppo di assassini per eliminare gli altri agenti, che sono in attesa in un magazzino locale dell'NSA. Gli xXx uniscono le forze per respingere i loro aggressori e ricevere assistenza da un altro ex operativo xXx, Darius Stone. 
Xander però è sopravvissuto grazie a un giubbotto antiproiettile che Becky gli aveva dato in precedenza e unisce le forze con Xiang per combattere Donovan e i suoi uomini, mentre Marke usa il "vaso di Pandora" per fare precipitare un satellite verso il magazzino in cui le squadre stanno combattendo. Xander butta Donovan fuori dall'aereo, mentre Xiang elimina Marke (facendole cambiare unica volta espressione per tutto il film) e poi si paracaduta con il "vaso di Pandora". Xander schianta l'aereo contro il satellite in avvicinamento prima che raggiunga il magazzino e salta fuori, usando il paracadute sul carico dell'aereo per raggiungere in sicurezza il terreno. Xiang consegna a Cage il dispositivo che decide di distruggere.
La squadra di xXx assiste ai funerali di Gibbons. Ma Xander viene avvicinato da Gibbons stesso, che ha simulato la sua morte e ora sta ricostruendo il programma xXx da solo. Dopo che l'uomo si complimenta con lui per l'ottimo lavoro svolto, Cage decide di continuare a prestare servizio come xXx, pronto per una nuova missione.

## Promozione
Il primo teaser trailer del film viene diffuso il 18 luglio 2016 dallo stesso Vin Diesel tramite il suo profilo facebook, mentre il trailer esteso viene diffuso il giorno seguente, 19 luglio, assieme al primo trailer italiano.

## Distribuzione
La pellicola è stata distribuita nelle sale cinematografiche statunitensi dalla Paramount Pictures a partire dal 20 gennaio 2017 ed in quelle italiane dal 19 gennaio.

## Riconoscimenti
- 2017 - Teen Choice Awards[5]
  - Candidatura per il miglior film d'azione
  - Candidatura per il miglior attore in un film d'azione a Vin Diesel
  - Candidatura per la migliore attrice in un film d'azione a Nina Dobrev
  - Candidatura per la migliore attrice in un film d'azione a Deepika Padukone
  - Candidatura per la migliore attrice in un film d'azione a Ruby Rose

## Sequel
In un'intervista a Variety, pubblicata nel gennaio del 2017, Vin Diesel ha rivelato che la Paramount Pictures lo ha contattato per un eventuale sequel.
Nell'aprile 2018 Vin Diesel, tramite la sua casa di produzione One Race Films insieme alla H Collective, acquista i diritti del franchise dalla Revolution Studios e dà inizio allo sviluppo del quarto capitolo della serie.